# Starlin Castro
Starlin DeJesus Castro (* 23. März 1990 in Monte Cristi, Dominikanische Republik) ist ein professioneller dominikanischer Baseballspieler in der Major League Baseball. Er spielt auf der Position des Second Basemans. Castro, der schon viermal (2011, 2012, 2014, 2017) zum MLB All-Star Game nominiert wurde, steht seit 2020 bei den Washington Nationals unter Vertrag.